# 진세키코겐정
진세키코겐정(일본어: 神石高原町)은 일본 히로시마현 중동부에 있는 진세키군의 정이다.
2004년 11월 5일에 히로시마현 진세키군 4개 정촌(유키정, 진세키정, 도요마쓰촌, 산와정)의 신설 합병으로 탄생했다.

## 지리
히로시마현 중동부에 위치해 같은 기비 고원상에 있는 오카야마현 빗추 지방 북부와 접하고 있기 때문에 인접한 오카야마현 다카하시시의 빗추정이나 나리와정, 가와카미정, 이바라시 요시이정과 역사적 풍습이나 문화가 매우 닮아 있고 광업이나 농축산업 등 산업 제휴도 깊다. 그 외에도 정내에 유명한 복지 시설인 피스윈즈 재팬(Peace Winds Japan)이라는 비영리 복지 재단 시설이 있는 것으로 보인다.

## 역사
- 1889년 - 진세키군 내 각지에서 정촌제가 시행되었다.
- 1956년 - 진세키군은 유키정, 진세키정, 산와정, 도요마쓰촌 등 4개 정촌 체제가 되었다.
- 2004년 11월 - 진세키군 내 4개 정촌(유키정, 진세키정, 도요마쓰촌, 산와정)이 대등 합병해 진세키코겐정이 되었다.

## 교통

### 도로
- 국도 제182호선
- 국도 제314호선 (일본)(일본어판)